# Rupert Holmes
David Goldstein (né le 24 février 1947), mieux connu sous son nom d'artiste, Rupert Holmes, est un auteur-compositeur-interprète, musicien (il joue autant les claviers, le synthétiseur que le saxophone), dramaturge et acteur anglo-américain. Il est largement connu pour ses singles à succès Escape (The Piña Colada Song) (1979) et Him (1980). Il est également connu pour sa comédie musicale Drood, qui lui a valu deux Tony Awards et pour sa série télévisée Remember WENN. 

## Vie et carrière
Holmes est né David Goldstein à Northwich, Cheshire, en Angleterre. Son père, Leonard Eliot Goldstein, était un adjudant et chef d'orchestre de l'armée américaine. Sa mère, Gwendolen Mary (née Pynn), était britannique et les deux étaient musiciens. Rupert a la double nationalité britannique et américaine. La famille a déménagé lorsque Holmes avait six ans dans la banlieue nord de New York, à Nanuet, New York, où il a grandi et a fréquenté la Nyack High School, puis la Manhattan School of Music (avec une spécialisation en clarinette). Le frère de Rupert, Richard, est le principal baryton lyrique des New York Gilbert et Sullivan Players, chante des rôles avec des compagnies d'opéra régionales, telles que Glimmerglass, Lake George et Virginia Opera, et est apparu avec le Metropolitan Opera. 
En 1969, Holmes a épousé une amie d'enfance Elizabeth "Liza" Wood Dreifuss, une avocate. La fille de Holmes, Wendy, est décédée subitement en 1986, à l'âge de dix ans, d'une tumeur cérébrale non diagnostiquée. Il a deux fils, Nick et Timothy, dont ce dernier est autiste.

## Auteur-compositeur et artiste sur disques
Dans la vingtaine, Holmes était un musicien de session (produisant des sessions, écrivant et arrangeant des chansons, chantant et jouant quelques instruments). En 1969, Holmes et Ron Dante (The Cuff Links, The Archies) ont enregistré "Jennifer Tomkins" pour une sortie sur leur deuxième album, The Cuff Links. Pendant l'enregistrement de cet album, Dante a été interdit par le studio qui a produit les Archies de toute implication dans de nouvelles entreprises d'enregistrement et a été contraint d'abandonner The Cuff Links. Holmes a terminé le projet et a sorti "Jennifer Tomkins" séparément sous un autre nom de studio, The Street People (non lié au groupe du même nom au milieu des années 1970). La chanson a été sur le Billboard Hot 100 pendant 15 semaines, à partir du 3 janvier 1970, atteignant un pic de 36. Un single de intitulé Thank You Girl a atteint 96 sur les charts pop Billboard en avril 1970.
Holmes a joué du piano pour The Cuff Links et The Buyos, avec qui il a eu son premier succès international, Timothy, qui était sur le Hot 100 pendant 17 semaines commençant le 2 janvier 1971, une chanson n ° 17 sur le cannibalisme qui a intentionnellement suscité la controverse. Il a également écrit Give Up Your Guns (qui a culminé au n ° 84), The Prince of Thieves, Blood Knot et Tomorrow pour le groupe. Il a également écrit des jingles et des airs pop (y compris pour Gene Pitney, les plateaux, les Drifters, Wayne Newton, Dolly Parton, Barry Manilow et la famille Partridge à la télévision), ainsi que le thème du western de 1970 , Five Savage Men (également connu sous le nom de The Animals), qui mettait en vedette Keenan Wynn. 
En tant qu'artiste sur disques, Holmes a percé avec son premier album, Widescreen de 1974 sur Epic Records, qui l'a présenté comme un auteur de "chansons d'histoire" très romantiques et orchestrées de manière luxuriante qui racontaient un récit plein d'esprit ponctué de rimes intelligentes et d'un indice de la comédie. Barbra Streisand a découvert cet album et a demandé d'en enregistrer des chansons, lançant Holmes sur une carrière réussie. Elle a ensuite utilisé certaines de ses chansons dans le film A Star Is Born. Holmes a également arrangé, dirigé et écrit des chansons sur son album de 1975 Lazy Afternoon ainsi que cinq autres albums de Streisand. Le deuxième album éponyme de Holmes a amené le magazine Rolling Stone à le comparer avec Bob Dylan dans le sens d'être un artiste d'une originalité sans précédent qui a retenu l'attention.
Les compétences de production de Holmes étaient également en demande pendant cette période, et il a pris ce rôle pour Lynsey de Paul sur son album Tigers and Fireflies, qui a engendré le hit radio Hollywood Romance. L'album a également présenté la chanson bluesy Twas, écrite par Holmes et de Paul. Il a également produit l'album de 1976 du groupe Sparks, Big Beat, bien que l'album n'ait pas été un succès. En 1975, avec Jeffrey Lesser, Holmes a produit l'album Trouble du groupe britannique Sailor (CBS Epic). 
Escape (The Piña Colada Song) a été inclus sur le cinquième album de Holmes, Partners in Crime, et était le dernier Hot 100 No. 1 de 1979. Une autre chanson populaire sur cet album était Him, qui a culminé au numéro 6 sur le Hot 100. Il a eu un autre succès parmi les 40 premiers avec Answering Machine. En 1986, la composition de Holmes You Got It All (parfois appelée You Got It All Over Him) était l'un des 3 meilleurs succès de The Jets et a ensuite été enregistrée par la superstar de la pop Britney Spears et présentée dans sa version internationale de Oops ! ... I Did It Again (2000). Il a également produit deux chansons pour la chanteuse Judy Collins qui sont apparues sur son album Sanity and Grace. Sa chanson The People That You Never Get to Love a été présentée sur quatre albums de Susannah McCorkle The People That You Never Get to Love (1981), From Bessie to Brazil (1993), More Requested Songs (2001) et Ballad Essentials (2002). Frank Sinatra, Jr. a également enregistré la chanson sur son album That Face (2006).
Dans les années 1980 et 1990, Holmes a également joué dans des cabarets et des clubs de comédie, principalement à New York, racontant souvent des anecdotes autobiographiques illustrées par ses chansons. Dans un épisode de 2016 de l'émission télévisée Better Call Saul, Jimmy dit qu'il est en train de faire un documentaire sur Holmes et chante une partie de Escape.

## Dramaturge
Holmes a fait ses débuts professionnels en tant que dramaturge avec la comédie musicale The Mystery of Edwin Drood, plus tard connue sous le nom de Drood, en 1985. Il a été encouragé à écrire une comédie musicale de Joseph Papp et de sa femme après avoir assisté à l'un des cabarets de Holmes en 1983. Le résultat , vaguement basé sur le roman inachevé de Charles Dickens, et inspiré par les souvenirs de Holmes des spectacles de pantomime anglais auxquels il a assisté dans son enfance, a été un succès dans Central Park à New York et à Broadway. Parce que Dickens a laissé le roman inachevé à sa mort, Holmes a utilisé le dispositif inhabituel de fournir des fins alternatives pour chaque personnage soupçonné du meurtre et de laisser le public voter sur un meurtrier différent chaque nuit. Le spectacle a valu à Holmes le Tony Award pour le livre et la partition, ainsi que les Drama Desk Awards pour les paroles, la musique, le livre et les orchestrations, entre autres distinctions. La comédie musicale a été réaménagée à Londres et à Broadway, entre autres. Le succès de Drood conduira Holmes à écrire d'autres pièces (à la fois musicales et autres) dans les années suivantes, bien qu'il ait déclaré qu'il avait évité le théâtre musical pendant un certain temps après la mort de sa fille.
Holmes a également écrit Say Goodnight Gracie, nommé aux Tony Awards ("Best Play 2003"), basé sur la relation entre George Burns et Gracie Allen. La pièce, qui mettait en vedette Frank Gorshin, était la pièce de théâtre la plus longue de la saison de Broadway et la troisième plus longue exposition de performance solo de l'histoire de Broadway. Il a écrit la comédie-thriller Accomplice en 1990, qui était la deuxième des pièces de Holmes à recevoir un Edgar Award (après Drood). Holmes a écrit un certain nombre d'autres spectacles, y compris Solitary Confinement, qui a joué à Broadway au Nederlander Theatre en 1992 et a établi un nouveau record au box-office Kennedy Center avant sa course à Broadway; Thumbs, la pièce de théâtre la plus réussie de l'histoire de la Helen Hayes Theatre Company; et la comédie musicale Marty (2002), avec John C. Reilly. Il a écrit le livre  Swango: The Theatrical Dance Experience, une pièce de danse swing-tango qui a été créée Off-Broadway en 2002 inspirée par Roméo et Juliette. Il y a eu plusieurs rappels. Holmes a rejoint l'équipe créative de la comédie musicale Curtains après la mort de Peter Stone (l'auteur original) et de Fred Ebb (le parolier). Holmes a réécrit le livre original de Stone et a contribué des paroles supplémentaires aux chansons de Kander et Ebb. Curtains a joué au théâtre Al Hirschfeld à Broadway, et David Hyde Pierce et Debra Monk ont joué dans les rôles principaux. Holmes et Peter Stone (à titre posthume) ont remporté le Drama Desk Award 2007 pour le livre exceptionnel d'une comédie musicale pour Curtains.
Holmes a écrit le livre de la comédie musicale The First Wives 'Club, adapté du film éponyme. La comédie musicale a été créée au Old Globe Theatre à San Diego, Californie en 2009. Sa musique est de Lamont Dozier, Brian Holland et Eddie Holland. La production a reçu des critiques généralement peu enthousiastes mais s'est bien vendue. Un nouveau livre a été écrit par Linda Bloodworth-Thomason et le spectacle retravaillé a été ouvert à Chicago en 2015. Holmes a ensuite écrit le livre pour une comédie musicale juke-box, Robin and the 7 Hoods, inspiré du film éponyme de 1964 mettant en vedette Frank Sinatra, avec une nouvelle histoire que Holmes a définie à l'ère Mad Men de 1962. Les chansons sont de Sammy Cahn et Jimmy Van Heusen, y compris My Kind of Town. Une production a eu lieu en 2010, également à l'Old Globe. Casey Nicholaw a réalisé et chorégraphié. L'histoire raconte l'histoire d'un gangster sympathique qui espère se sortir du crime. Un journaliste de télévision qui fait du bien le compare à un Robin des Bois des temps modernes. 
Holmes a adapté le roman et le film de John Grisham de A Time to Kill pour la scène. La pièce a été créée à la scène Arena, à Washington, DC, en 2011. Le drame de la salle d'audience, placé dans un contexte d'évolution de la politique raciale du Sud des années 1980, a été appelé "drôle, choquant, spirituel et sournois". Il a écrit le livre et les paroles de The Nutty Professor, une comédie musicale basée sur le film de 1963 éponyme. Marvin Hamlisch a écrit la partition. La comédie musicale a été dirigée par Jerry Lewis et créée à Nashville, Tennessee, en 2012. Avec Hamlisch, il a également écrit des chansons pour le biopic sur Liberace 2013 Behind the Candelabra. Il a ensuite écrit le livre de Secondhand Lions: A New Musical, qui a été créé à Seattle, Washington, en 2013. A Time to Kill a été produit à Broadway, mais n'a duré que quatre semaines plus les avant-premières et s'est clôturé le 17 novembre 2013.

## Écrivain et romancier de télévision
En 1996, Holmes a créé la série télévisée Remember WENN pour American Movie Classics, en écrivant la chanson thème et les 56 épisodes de cette série. En 2003, il publie son premier roman, Where the Truth Lies (plus tard adapté dans un film éponyme d'Atom Egoyan), traduit par Pierre  Bondil et publié chez Rivages/Thriller en 2005 puis chez Rivages n° 699 (en 2008), suivi en 2005 de Swing, une sortie multimédia combinant un roman avec un CD de musique fournissant des indices sur le mystère, traduit sous le même titre par Doug Headline en Rivages/Noir n°853, 2012. Il travaille sur un autre roman, The McMasters Guide to Homicide: Murder Your Employer.

## Discographie
- 1974 : Widescreen
- 1975 : Rupert Holmes
- 1976 : Singles
- 1978 : Pursuit of Happiness
- 1979 : Partners in Crime
- 1980 : Adventures
- 1981 : Full Circle
- 1994 : Scenario
- 1994 : Epoch Collection
- 1995 : Widescreen - Réédition de son premier album.
- 1998 : The Best of Rupert Holmes
- 2000 : Rupert Holmes / Greatest Hits
- 2001 : Widescreen – The Collector's Edition
- 2005 : Best 1200
- 2005 : Cast of Characters – The Rupert Holmes Songbook
- 2012 : The Mystery of Edwin Drood – original Broadway cast recording

## Comme invité
- 1976 : The Strawbs : Deep Cuts - Piano, clavecin, clavinet

## Filmographie

### comme compositeur
- 1971 : Jusqu'au bout de la vengeance (The Animals) de Ron Joy[1]
- 1972 : AWOL - Avhopparen
- 1974 : Memories Within Miss Aggie
- 1976 : Death Play
- 1984 : No Small Affair
- 1985 : The Adventures of a Two-Minute Werewolf (TV)

### comme scénariste
- 1984 : No Small Affair : Band Leader at Wedding

### comme acteur
- 1980 : The Christmas Raccoons (TV) : Dan the Forest Ranger (voix)

### comme producteur
- 1996 : Remember WENN (série TV)